# Methorstteich
Der Methorstteich  ist ein Teich im Kreis Rendsburg-Eckernförde im deutschen Bundesland Schleswig-Holstein. Er befindet sich südlich von Haßmoor in der Gemeinde Emkendorf und ist ca. 18 ha groß. Zusammen mit dem Rümlandteich ist er durch das Naturschutzgebiet Methorstteich und Rümlandteich geschützt.